# Когда я влюблён
«Когда я влюблён» (исп. Cuando me enamoro) — мексиканский сериал, спродюсированный Карлосом Морено Лагильо для Televisa. Основан на теленовелле 1998 года «Ложь». Канал Univision транслировал сериал с 20 апреля 2011 года по 6 января 2012 года.

## Сюжет
История начинается с рождения двух девочек: Ренаты и Роберты, обеих дочерей Роберто Гамбы, но от разных матерей. В то время как Рената ― дочь Регины Соберон де Гамба, законной жены Роберто Гамбы, Роберта ― дочь Хосефины Альварес Мартинес, любовницы Роберто. Когда Роберто говорит Хосефине, что он не собирается бросать свою жену и дочь, Хосефина, полная ярости, становится причиной смерти Роберто, толкнув его к стеклянной двери, когда у него случился сердечный приступ. Она решает похитить дочь Регины, чтобы отомстить и заставить Регину страдать. Хосефина убегает с двумя девочками и прячется в деревне, становясь любовницей муниципального президента. Она меняет имя Регины на Ренату, оставляя Регину разбитой и скорбящей о потере дочери.
Годы спустя Хосефина выходит замуж за миллионера Гонсало Монтеррубио, который удочеряет ее дочерей и растит их как своих собственных.
Став молодой женщиной, Роберта становится девушкой Рафаэля, сотрудника корпорации Гонсало Монтеррубио. Рафаэль хочет доказать Роберте, что он способен обеспечить ей ту жизнь, к которой она привыкла, и поэтому уходит из корпорации Монтеррубио, чтобы стать новым владельцем очень успешного виноградника в Энсенаде. Но Хосефина убивает Рафаэля, а затем заставляет Роберту поверить, что Рафаэль бросил ее. Херонимо Линарес де ла Фуэнте ― успешный бизнесмен, который живет в Испании и решает отправиться в Мексику, чтобы навестить своего сводного брата Рафаэля и попросить руки Роберты от имени своего сводного брата Рафаэля.
В аэропорту Херонимо знакомится с Ренатой и сразу же очаровывается ее красотой. Прибыв на ранчо своего брата и узнав о недавней смерти брата, Херонимо приходит к убеждению, что женщина, чье имя начинается на букву "Р", ответственна за смерть Рафаэля. Херонимо клянется отомстить за смерть своего брата, соблазнив, женившись и впоследствии сделав невыносимой жизнь женщины, которую его брат прозвал "Ла Бонита".
Сначала Херонимо подозревает, что "Ла Бонита" на самом деле Роберта; однако из-за ряда недоразумений, а также коварного заговора и попустительства Хосефины, Херонимо указывают на Ренату как на "Ла Бониту". Судьба и время докажут, что он ошибался, но тем временем он потеряет любовь Ренаты из-за своего обмана и лжи. Когда Рената узнает правду, она покидает ранчо. По прошествии времени Рената и Херонимо снова встречаются. Когда Рената и Херонимо снова решили пожениться, она узнала, что беременна. Когда пришло время свадьбы, Херонимо пропал без вести. Рената думала, что он бросил ее, но когда она узнала, что его похитили. Когда они нашли Херонимо, Рената отправилась в Энсенаду, но по пути ее похитил Агустин Дюнан. Херонимо стало лучше, и они начали ее искать. Рената была на корабле Агустина Дюнана "Эль Ренасер". Херонимо поднимается на борт и сражается с Агустином в поединке на мечах. Джеронимо удается победить Агустина, который умирает, и они с Ренатой живут счастливо со своими пятью детьми – тремя девочками и двумя мальчиками.

## В главных ролях
- Сильвия Наварро ― Рената Монтеррубио Альварес де Линарес/Регина Гамба Соберон
- Хуан Солер ― Херонимо Линарес де ла Фуэнте
- Росио Банкельс ― Хозефина Альварес Мартинес де Монтеррубио
- Рене Касадос ― Гонсало Монтеррубио
- Хульета Росен ― Регина Соберон де Гамба

## Награды
| Год  | Награда                | Категория                   | Номинант                                                  | Результат |
| ---- | ---------------------- | --------------------------- | --------------------------------------------------------- | --------- |
| 2011 | 29th TVyNovelas Awards | Best Telenovela of the Year | Carlos Moreno                                             | Номинация |
| 2011 | 29th TVyNovelas Awards | Best Antagonist Actress     | Rocío Banquells                                           | Победа    |
| 2011 | 29th TVyNovelas Awards | Best Co-lead Actress        | Jessica Coch                                              | Номинация |
| 2011 | 29th TVyNovelas Awards | Best Co-lead Actor          | René Casados                                              | Номинация |
| 2011 | 29th TVyNovelas Awards | Best Young Lead Actor       | Eleazar Gómez                                             | Номинация |
| 2011 | 29th TVyNovelas Awards | Best Musical Theme          | Cuando Me Enamoro - Enrique Iglesias and Juan Luis Guerra | Победа    |